# 워일리
워일리(Bettongia penicillata)는 쥐캥거루과의 종으로 심각한 멸종위기종이다. 한때 오스트레일리아 대륙의 60%에 달하는 지역에 서식하고 있었다. 농업을 위한 서식지 상실과 외지인과 같이 들어온 개와 고양이 때문에 수가 많이 줄었다.

## 하위 분류
2종의 아종이 알려져 있다.
- Bettongia penicillata ogilbyi
- † Bettongia penicillata penicillata|